# Mittweidaer BC 1896
Le Mittweidaer BC 1896 fut un club allemand de football localisé dans le district de Cracau dans la ville de Mittweida en Saxe.

## Histoire
Le club fut fondé en 1896. En janvier 1900, le  Mittweidaer BC fut un des fondateurs de la Fédération allemande de football (DFB).
Le club resta anonyme dans les ligues locales et régionales et n’apparut jamais en phase finale du championnat national.
En 1907, le MBC disputa la finale de la Verband Mitteldeutscher Ballspiel-Vereine (VMBV) mais s’inclina (0-6) contre le VfB Leipzig.
En vue de la saison 1944-1945, le Mittweidär BC s’associa avec son voisin du Germania pour former une association sportive de guerre (en Allemand: Kriegspielgemeinschaft – KSG) pour former la KSG Mittweida.
Après la Seconde Guerre mondiale, tous les clubs et associations allemands furent dissous par les Alliés. Le Mittweidaer BC ne réapparut jamais, tandis que le SV Germania Mittweida fut reconstitué sous l’appellation SG Mittweida.
Certaines sources parlent d'une fusion entre les deux entités. Compte tenu du fait que la Saxe se retrouva en zone soviétique puis en RDA à partir des 1949, la probabilité d'une réunion des deux cercles en un seul est assez grande.

## Palmarès
- Vice-champion de la Verband Mitteldeutscher Ballspiel-Vereine (VMBV): 1907.

## Sources et liens externes
- Hardy Grüne (2001). Vereinslexikon. Kassel: AGON Sportverlag  (ISBN 3-89784-147-9)